# Andrea Giovannini
Andrea Giovannini (Trento, 27 augustus 1993) is een Italiaanse langebaanschaatser. Hij staat bekend als het grootste Italiaanse allroundtalent sinds Enrico Fabris. Hij dankt die status mede aan de medailles die hij bij het WK Junioren gewonnen heeft.
Giovannini maakte in 2014 zijn debuut bij de Europese en  wereldkampioenschappen allround. Daarnaast maakte hij op 20-jarige leeftijd al zijn debuut op de Olympische Winterspelen. Hij was echter nog niet in staat om voor de medailles mee te strijden. Op 23 november 2014 wist hij in een ontsnapping met Linus  Heidegger de tweede WB-massastart in Seoul te winnen.

## Persoonlijke records
| Afstand      | Tijd     | Datum            | Baan           |
| ------------ | -------- | ---------------- | -------------- |
| 500 meter    | 36,57    | 7 maart 2015     | Calgary        |
| 1000 meter   | 1.10,56  | 20 oktober 2017  | Inzell         |
| 1500 meter   | 1.44,17  | 3 december 2017  | Calgary        |
| 3000 meter   | 3.40,07  | 7 oktober 2017   | Inzell         |
| 5000 meter   | 6.08,80  | 10 december 2017 | Salt Lake City |
| 10.000 meter | 13.03,00 | 26 januari 2025  | Calgary        |

## Resultaten
| Jaar | WK junioren                     | EK Allround | WK Allround | WK Afstanden                                          | Olympische Spelen                                   |
| ---- | ------------------------------- | ----------- | ----------- | ----------------------------------------------------- | --------------------------------------------------- |
| 2010 | 49e 1500m                       |             |             |                                                       |                                                     |
| 2011 | 23e 1500m                       |             |             |                                                       |                                                     |
| 2012 | 11e allround 13e 1500m 6e 5000m |             |             |                                                       |                                                     |
| 2013 | allround · 9e 1500m · 5000m     |             |             |                                                       |                                                     |
| 2014 |                                 | NC14e       | NC17e       |                                                       | 17e 5000m                                           |
| 2015 |                                 | NC11e       | NC15e       | 14e 5000m 5e achtervolging 5e massastart              |                                                     |
| 2016 |                                 | 5e          | 6e          | 10e 5000m 4e achtervolging                            |                                                     |
| 2017 |                                 | 6e          | 6e          | 12e 5000m 20e massastart 6e achtervolging             |                                                     |
| 2018 |                                 |             | NC11e       |                                                       | 27e 1500m 20e 5000m 12e massastart 6e achtervolging |
| 2019 |                                 | 6e          | NC14e       | 13e 5000m 4e massastart 6e achtervolging              |                                                     |
| 2020 |                                 |             | NS3         | 11e 5000m 16e massastart 6e achtervolging             |                                                     |
| 2021 |                                 | NC10        |             | 15e 1500m 14e 5000m 11e massastart 5e achtervolging   |                                                     |
| 2022 |                                 |             | NS3         |                                                       | 20e 5000m 11e massastart 7e achtervolging           |
| 2023 |                                 |             |             | 15e 5000m · 8e 10000m · massastart · 4e achtervolging |                                                     |
| 2024 |                                 |             |             | 16e 5000m · 4e massastart · achtervolging             |                                                     |
| 2025 |                                 | NC11        |             | massastart · achtervolging                            |                                                     |

NC = niet gekwalificeerd voor de laatste afstand, maar wel als 14e geklasseerd in de eindrangschikking